# International Accounting Standard 39
L’IAS 39 est une norme internationale d'information financière faisant partie du corpus des normes plus communément appelées normes IFRS. 

## Description
Elle traite de la comptabilisation et de l'évaluation des instruments financiers. Elle est entrée en application le 1er janvier 2001.
La norme IFRS 9 doit à terme remplacer la norme IAS 39.

## Principaux éléments de la norme
La norme IAS 39 traite de la comptabilisation et de l'évaluation des instruments financiers. Elle est souvent associée la norme IAS 32 qui traite quant à elle de la présentation des instruments financiers.

### Catégorie d'instruments financiers
La norme IAS 39 définit quatre catégories d'instruments financiers :
- Actif ou passif financier à la juste valeur par le biais du compte de résultat (parfois abrégé OJV pour option de juste valeur)
- Placements détenus jusqu'à l'échéance (HTM pour Held To Maturity)
- Prêts et créances (L&R pour Loans and Receivable)
- Actifs financiers disponibles à la vente (AFS pour Available For Sale)

### Couverture

#### Opérations éligibles dans le cadre d'une relation de couverture
La norme IAS 39 indique :
- les instruments qui peuvent être qualifiés d'instruments de couverture
- les instruments qui peuvent être qualifiés d'éléments couverts

#### Types de relation de couverture
Trois types de relation de couverture sont définies :
- couverture de juste valeur (FVH pour Fair Value Hedge)
- couverture de flux de trésorerie (CFH pour Cash Flow Hedge)
- couverture d'un investissement net dans une activité à l'étranger (cf. IAS 21)